# Coalmont (Tennessee)
Coalmont – miasto w Stanach Zjednoczonych, w stanie Tennessee, w hrabstwie Grundy.